# サクランド岩倉
サクランド岩倉（サクランドいわくら）は愛知県岩倉市の名鉄犬山線 岩倉駅再開発事業に伴いできる2009年（平成21年）10月に竣工したビル（岩倉駅再開発ビル）である。

## 概要
商業施設（1F）、公益施設（2F）、居住施設（9F建のサウスと17F建のノースの2棟）が建設され、地下駐輪場も整備される。また地下通路も新設し雨にぬれることなく岩倉駅まで行くことができる。この地下通路の先の商業施設前に念願のエレベータが設置され、岩倉駅西側地下通路のエレベータとようやく対応がとれた（以前は西のエレベータで地下通路に降りても、東側の地上へは階段でしか上がることができなかった）。
これと合わせて岩倉駅ホームと地下通路を繋ぐエレベータも2基設置された。2009年（平成21年）10月末完成。

## 施設概要
下記3つの施設の総称を「サクランド岩倉」と呼ぶ。
- 商業施設：1階に4つの商業施設のスペースが存在する。
  - 米乃家岩倉本店弐ノ丸
  - いわくら駅前歯科
  - スーパーマーケットバロー[1]
  - ホワイト急便（クリーニング）
- 公益施設：2階に生涯学習センター（スタジオ、会議室、料理室、キッズルーム）が揃う。
- 居住施設：通称、エムズシティ岩倉ステーションタワー。9階建てのサウス棟、17階建てのノース棟。（名鉄不動産分譲）

また、マンションと商業施設の共用となる立体駐車場（名鉄協商）が北側に設置されている。100台以上収容、打ち止めあり。

## 岩倉駅東駅前広場
従来は歩行者・車などが混在し危険だった為、歩車分離を図ると共にバスターミナル機能やタクシー乗り場などを別々に設置した。
- 約3,000平方メートル
- 2008年（平成20年）10月1日供用開始。
- バス乗降場：3箇所
- タクシー乗降場：2箇所
- バス待機場：1箇所
- タクシー待機場：10箇所